# Emma McBride
Emma McBride Miller de del Solar (Callao, 21 de abril de 1912-Chancay, 7 de octubre de 2012), fue una reina de belleza peruana. Fue la primera Miss Perú.

## Biografía
Sus padres fueron Daniel McBride y Carolina Miller. Su padre, capitán de fragata, murió cuando ella tenía 8 años y su familia tuvo que trasladarse al barrio de Chucuito, en el Callao. Fue ahí donde primero fue elegida reina infantil y luego, en 1929, reina del Callao.
En 1930, en un concurso promovido por el periódico La Crónica y la revista Variedades, el cual incluía a destacadas modelos como Enriqueta Malaga Grenet, Italia Mabama y Mary Santillana Raygada, McBride fue coronada como la primera Señorita Perú en una ceremonia realizada en el Country Club Hotel de Lima, por un jurado cuyo presidente fue el embajador y pintor Daniel Hernández Morillo.
Después de ser recibida en el Palacio de Gobierno por el presidente Augusto B. Leguía, se trasladó a Miami para participar en el Concurso Latinoamericano de Belleza, donde obtuvo el tercer lugar.
El 31 de diciembre de 1933, se casó con el hacendado José Luis del Solar Castro, nieto del político Pedro Alejandrino del Solar. Después de casarse se trasladó a su fundo en Chancay, donde murió a la edad de 100 años, el 7 de octubre de 2012.
Fue sobrina de Violeta Correa Miller, ex primera dama, prima del excanciller Augusto Blacker Miller y tía abuela de la periodista Rosa María Palacios.